# Винаги казвай на жена си
„Винаги казвай на жена си“ (на английски: Always Tell Your Wife) е британски късометражен ням филм – комедия, от 1923 г., режисиран от Хю Кройс и Алфред Хичкок. Сценарият е на Хю Кройс, по едноименната пиеса на Сиймур Хикс. В главните роли са Сиймур Хикс, Стенли Логан и Гъртруд Маккой.

## Заснемане на филма
„Винаги казвай на жена си“ е римейк на един по-ранен филм от 1914 г. Филмът е заснет в Islington Studios през януари 1923 г. и излиза по екраните през февруари 1923 година.
Според някои източници, първоначалният режисьор, Хю Кройс се разболява по време на снимките, и Хичкок го замества и довършва останалите сцени. Според други източници Кройс е уволнен по време на снимките и е заместен от Хичкок. Някои източници посочват като трети сърежисьор и Сиймур Хикс.
Филмът е комедия, но сюжетът му остава загадка. От филма е запазено непълно копие – само една от двете ролки кинолента.

## В ролите
| Актьор         | Роля         |
| -------------- | ------------ |
| Сиймур Хикс    | Джеймс Чесън |
| Стенли Логан   | Джери Хоукс  |
| Гъртруд Маккой | мисис Хоукс  |
| Eлалайн Терис  | мисис Чесън  |
| Йън Уилсън     | служител     |